# Aeroportul Karratha
Aeroportul Karratha (IATA: KTA, ICAO: YPKA) este un aeroport din Australia de Vest, Australia ce deservește zona Karratha⁠(d). Aeroportul a fost tranzitat în 2022 de 494.003 pasageri.
Situat la o altitudine de 9 m, aeroportul dispune de o singură pistă. Este operat de City of Karratha⁠(d).